# Вивода, Август
Август «Арсен» Вивода (сербохорв. August "Arsen" Vivoda / Аугуст "Арсен" Вивода; 10 марта 1917, Вели-Млун — 13 марта 1943, Бркин) — югославский рабочий, партизан Народно-освободительной войны, Народный герой Югославии.

## Биография
Родился 10 марта 1917 в Вели-Млуне около Бузета, в бедной крестьянской семье (в то время Австрийское Приморье Австро-Венгрии, ныне Хорватия). Хорват по национальности. Работал кузнецом. В 1936 году решил уклониться от призыва в итальянскую армию и сбежал в Югославию, в местечко Сушак, где устроился на работу на завод. Состоял в Обществе эмигрантов Истрии. На фронте с 1941 года, член КПЮ с 1942 года.
21 января 1942, на годовщину смерти Ленина вместе с Виктором Ленцом Август взорвал склад на сырьевом заводе по производству бумаги в Сушаке. Официально в ряды партизан был принят только 18 марта 1942. Служил политруком 1-й Истрийской партизанской роты 2-го Приморско-Горанского отряда (5-я хорватская оперативная зона).
В начале сентября его рота перебралась на Планик, а в ночь с 27 на 28 сентября 1942 подорвала поезд на железной дороге Риека—Триест (участок Юшич-Юрдан). После этого итальянцы начали 4 декабря 1942 широкомасштабную карательную операцию, что вынудило Виводу уйти с отрядом в Словению, в Бркин, где он продолжил борьбу и поддерживал связь с подпольем Истрии.
13 марта 1943 погиб в бою с итальянцами в Бркине: о местонахождении итальянцы узнали благодаря доносу.
26 сентября 1973 указом Иосипа Броза Тито Августу Виводе посмертно присвоено звание Народного героя Югославии.